# IC 1349
IC 1349 је спирална галаксија у сазвјежђу Водолија која се налази на листи објеката дубоког неба у Индекс каталогу.
Деклинација објекта је - 13° 15' 54" а ректасцензија 21h 1m 50,4s. Привидна величина (магнитуда) објекта IC 1349 износи 14,7 а фотографска магнитуда 15,5. IC 1349 је још познат и под ознакама NPM1G -13.0511, PGC 940379.